# Bezirk Mosty Wielkie
Bezirk Mosty Wielkie – dawny powiat (Bezirk) kraju koronnego Królestwo Galicji i Lodomerii, funkcjonujący w latach 1854–1867. Siedzibą starostwa było miasteczko Mosty Wielkie.

## Historia
Bezirk Mosty Wielkie (także Bezirk Gross-Mosty) utworzono w ramach reformy uwłaszczeniowej z okresu Wiosny Ludów (1848–1849), która likwidowała jurysdykcję właściciela ziemskiego nad poddanymi. W Galicji, dominium – jako podstawowa jednostka administracyjna i filar systemu feudalnego straciło rację bytu. Konieczne stało się zatem wprowadzenie nowego systemu administracyjnego, którego zręby powstały w latach 1851–1855. Nowy trójstopniowy podział administracyjny objął 21 cyrkułów (niem. Kreise), 179 małych powiatów (niem. Bezirke) i ponad 6000 gmin (niem. Gemeinde).
Bezirk Mosty Wielkie objął obszar o wielkości 11,5 mil², zamieszkany przez 21.300 ludzi i podzielony na 24 gminy katastralne, w tym jedno  miasteczko (Mosty Wielkie). Wszedł w skład cyrkułu żółkiewskiego, jako jeden z jego dziesięciu powiatów.
Po nadaniu Galicji autonomii oraz powołaniu samorządu gminnego i powiatowego w 1865 zlikwidowano cyrkuły (Kreise). Dotychczasowe małe powiaty (Bezirke) w liczbie 179, utrzymały się do 1867 roku, kiedy to w następstwie kolejnej reformy administracyjnej (23 stycznia 1867) zostały zastąpione przez 74 większych powiatów. Obszar zniesionego Bezirk Mosty Wielkie wszedł wtedy w skład nowych powiatów żółkiewskiego i sokalskiego (vide podział w tabeli poniżej).

## Podział administracyjny (1854)
| Lp. | Gmina jednostkowa                              | Powierzchnia | Ludność | Powiat w 1867 po zniesieniu |
| --- | ---------------------------------------------- | ------------ | ------- | --------------------------- |
| 1   | Mosty Wielkie (m)                              | 9710         | 2323    | żółkiewski                  |
| 2   | Dworce                                         | 5245         | 937     | żółkiewski                  |
| 3   | Borowe z Łęgowem                               | 265          | 550     | żółkiewski                  |
| 4   | Wolica ze Stanisławówką i Wieczorkami          | 5714         | 689     | żółkiewski                  |
| 5   | Rekliniec                                      | 7006         | 796     | żółkiewski                  |
| 6   | Derewnia z Niedźwiednią                        | 4555         | 1163    | żółkiewski                  |
| 7   | Jastrzębica                                    | 5261         | 855     | sokalski                    |
| 8   | Wołswin z Naradną                              | 3114         | 790     | sokalski                    |
| 9   | Tyszyce                                        | 1587         | 325     | sokalski                    |
| 10  | Hoholów                                        | 1107         | 335     | sokalski                    |
| 11  | Parchacz                                       | 3986         | 830     | sokalski                    |
| 12  | Sielec z Zawoniem i Nosatem                    | 13981        | 1956    | sokalski                    |
| 13  | Butyny z Szyszakami i Kazuminem                | 10416        | 1655    | żółkiewski                  |
| 14  | Kulawa z Łazową                                | 1572         | 587     | żółkiewski                  |
| 15  | Lubella                                        | 3627         | 1410    | żółkiewski                  |
| 16  | Radwańce z Wólką Radwaniecką                   | 5379         | 410     | sokalski                    |
| 17  | Batiatycze z Tłumaczem, Lipnikami i Zdeszowem  | 15153        | 1935    | żółkiewski                  |
| 18  | Kupiczwola                                     | 4480         | 351     | żółkiewski                  |
| 19  | Dalnicz z Greniuchami, Herawicami i Chocholcem | 932          | 439     | żółkiewski                  |
| 20  | Zubówmost z Różanką i Ignacówką                | 507          | 691     | żółkiewski                  |
| 21  | Bojaniec z Wierzbicą i Warenicami              | 3830         | 948     | żółkiewski                  |
| 22  | Strzemień                                      | 1035         | 343     | żółkiewski                  |
| 23  | Przystań                                       | 4062         | 750     | żółkiewski                  |
| 24  | Horodyszcze Bazyliańskie                       | 205          | 232     | sokalski                    |

Objaśnienie:
(M) = miasto; (m) = miasteczko